# Abu 'Inan Faris
Abū ʿInān Fāris (in arabo أبو عنان فارس بن علي‎?; 1329 – Fāṣ, 10 gennaio 1358) è stato il nono sultano della dinastia merinide.
Regnò sul Maghreb al-Aqsa (Marocco) dal 1348 al 1358 dopo aver deposto il padre Abū l-Ḥasan b. ʿUthmān.

Nel 1358 venne strangolato da un suo visir.

## Biografia
Il padre di Abū ʿInān, Abū l-Ḥasan ʿAlī b. ʿUthmān, aveva conquistato la città di Tlemcen nel 1337, sconfiggendo gli Zayyanidi del Regno di Tlemcen. Nel 1347 Abū l-Ḥasan conquistò anche l'Ifrīqiya, riunificando tutto il Maghreb sotto il suo controllo. Tuttavia, Abū l-Ḥasan andò troppo oltre nel tentativo di imporre una maggiore autorità sulle tribù arabe del sud della Tunisia. Le tribù si ribellarono, e nell'aprile del 1348 sconfissero l'esercito merinide nei pressi di Qayrawan. Abū ʿInān Fāris, che aveva servito fino quel momento come governatore di Tlemcen, andò a Fès e si proclamò sultano. Tlemcen e il Maghreb centrale si ribellarono.
Dopo la sconfitta in Tunisia Abū l-Ḥasan tentò di fuggire via mare, ma la sua flotta venne distrutta da una tempesta al largo di Bijāya, il sultano rimase incagliato nel cuore del territorio nemico ma sfuggì alla cattura e riuscì a raggiungere i suoi sostenitori ad Algeri. Riuscì a mettere insieme forze sufficienti per tentare di recuperare Tlemcen, ma fu sconfitto dalla rinascente dinastia zayyanide.
Molti dei suoi ex sostenitori disertarono. Abū l-Ḥasan fu costretto a marciare verso Sigilmassa, nel sud del Marocco, che sperava di usare come base per recuperare il suo sultanato. Ma gli eserciti del figlio Abū ʿInān Fāris arrivarono nella zona, costringendo Abū l-Ḥasan a fuggire a Marrakesh insieme a quello che rimaneva dei suoi sostenitori. Nel maggio del 1350, Abū ʿInān sconfisse definitivamente il padre Abū l-Ḥasan sulle rive del fiume Umm al-Rabīʿa. Abū l-Ḥasan fuggì verso le alte montagne dell'Atlante trovando rifugio presso le tribù berbere dei Hintāta. Sconfitto, malato e senza risorse, Abū l-Ḥasan, accettò di abdicare in favore del figlio Abū ʿInān Fāris tra la fine del 1350 e l'inizio del 1351.

Nel 1352 Abū ʿInān Fāris riconquistò Tlemcen e il Maghreb centrale. Conquistò Bijāya nel 1353.
I Nasridi del Sultanato di Granada temevano che Abū ʿInān, dopo aver ottenuto il pieno controllo del Maghreb, potesse tentare di invadere il Sultanato di Granada. Per indebolirlo i Nasridi fomentarono la ribellione di un suo fratello, Abū l-Faḍl, che, durante il regno del padre Abū l-Ḥasan, era stato per breve tempo governatore di Tunisi. Il sultano di Granada Abū l-Ḥajjāj Yūsuf I mandò una flotta e dei mercenari castigliani ad Abū l-Faḍl a Sousse, dove lanciò la sua ribellione.
Abū ʿInān continuò la sua espansione verso est, e prese Tunisi nel 1357, diventando il signore di tutto il Maghreb. A causa degli intrighi del suo visir, Fāris ibn Maymūn, fu costretto a ritirarsi dall'Ifrīqiya nel 1357. Abū ʿInān si ammalò nel novembre 1357. Un altro suo visir, al-Ḥasan b. ʿUmar al-Fudūdī, ebbe un contrasto con l'erede al trono merinide Abū Zayyān Muḥammad II, così nominò nuovo erede al trono un figlio di Abū ʿInān, il giovane Abū Bakr Saʿīd. Quando Abū ʿInān cominciò a riprendersi dalla sua malattia il visir temette di venire punito per aver nominato Abū Bakr Saʿīd nuovo erede al trono, e per questo motivo il 10 gennaio 1358 strangolò Abū ʿInān Fāris.

## Cultura
Abū ʿInān commissionò ad Ibn Baṭṭūṭa, considerato uno dei più grandi viaggiatori ed esploratori della storia, la Riḥla (Viaggio), che era appunto la descrizione del suo viaggio. Alla sua corte ebbe anche Ibn Khaldūn, considerato un sociologo ante litteram delle società araba, berbera e persiana, nonché uno dei padri fondatori della storiografia e della sociologia e uno dei primi economisti.
Suo medico di corte fu l'ebreo Ibrahim ibn Zarzar.
Fece costruire diverse strutture come la Madrasa Abū ʿInāniyya di Fez, la Madrasa Abū ʿInāniyya di Meknes, la Zawiya al-Nussāk (lett. "degli Eremiti") a Salé e sempre a Salé fece costruire un Maristan (ospedale e scuola di medicina).

## Galleria d'immagini

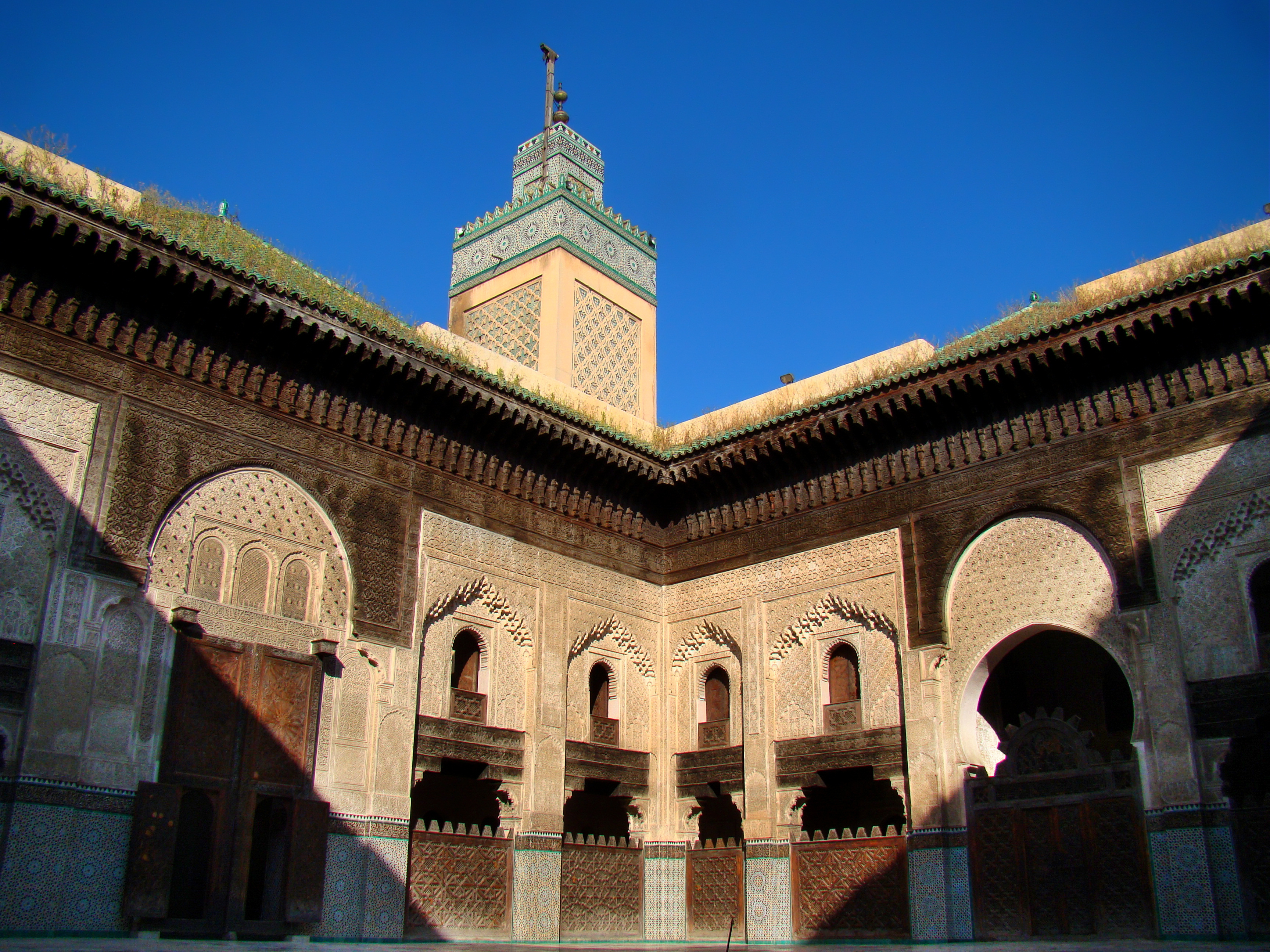
Madrasa Abū ʿInāniyya di Fez.
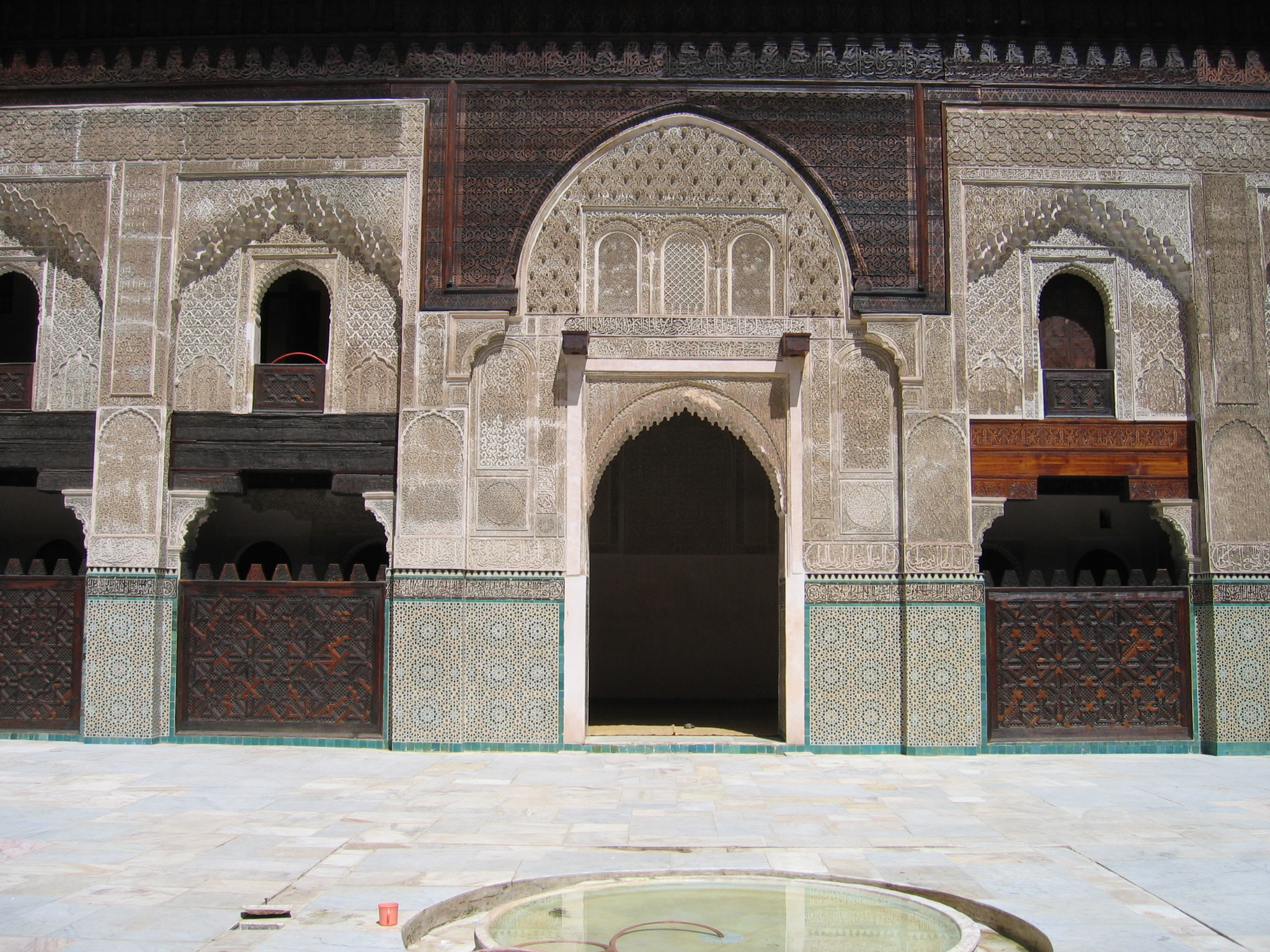
Il cortile della Madrasa Abū ʿInāniyya di Fez.
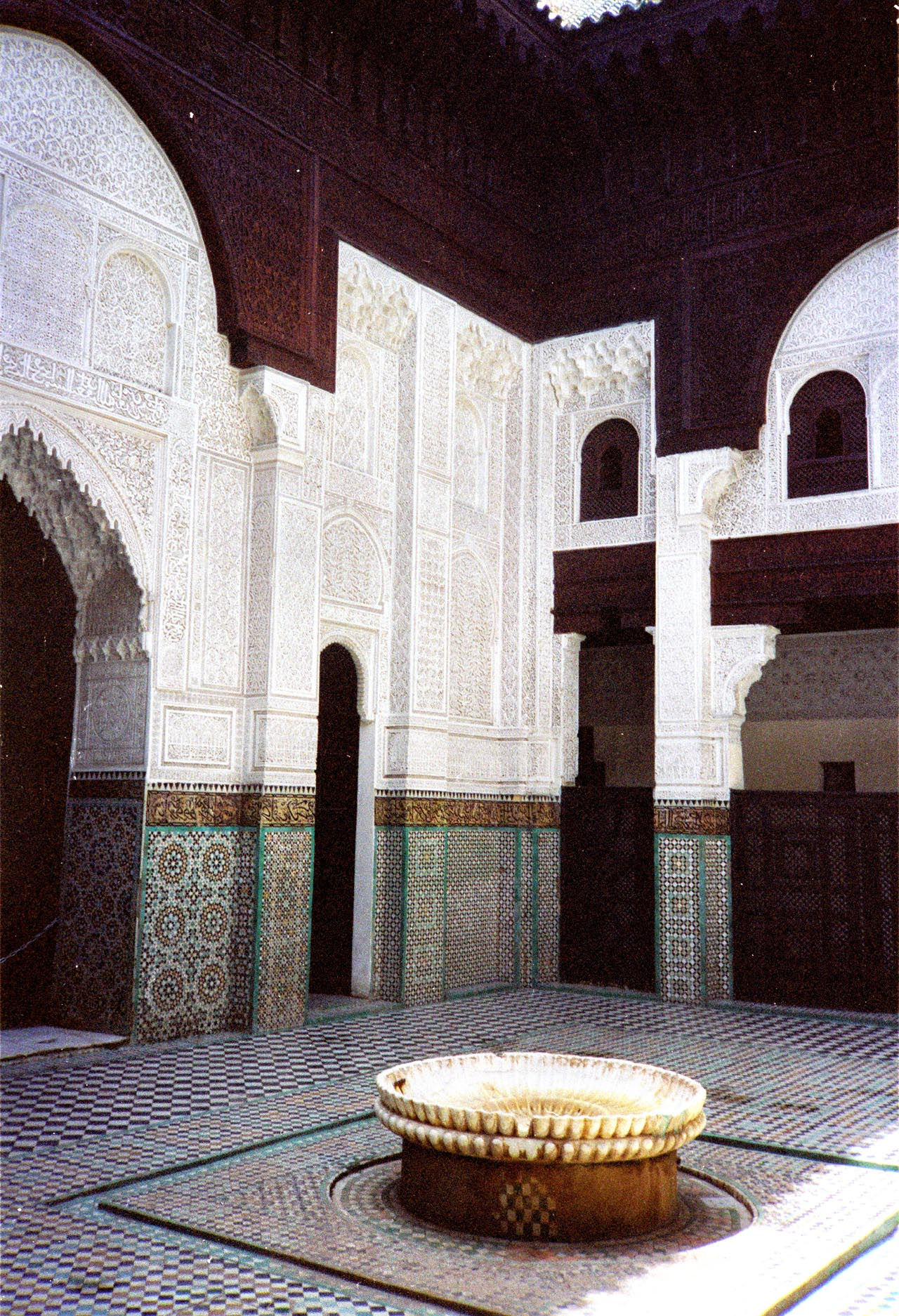
Cortile della Madrasa Abū ʿInāniyya di Meknes.
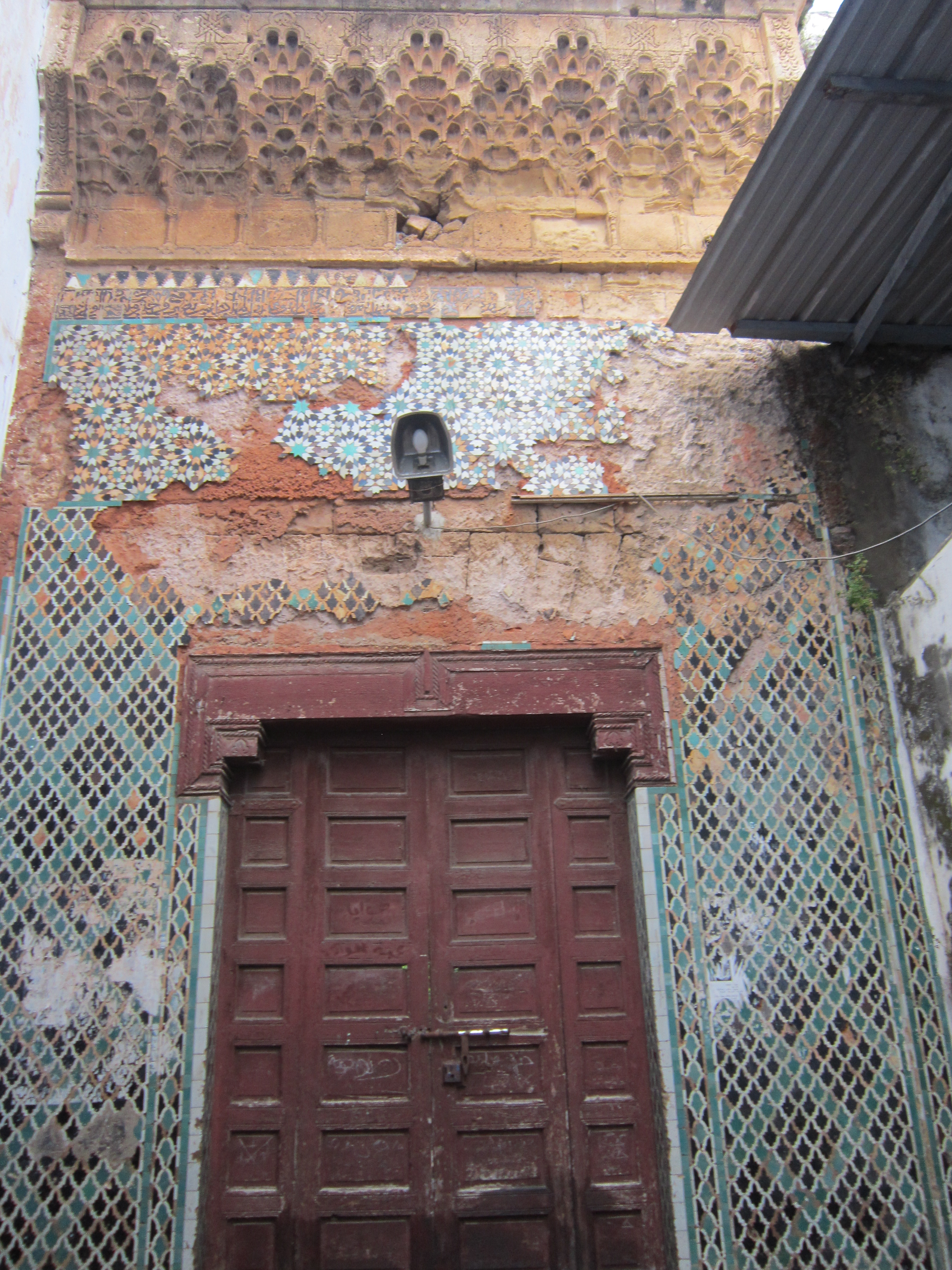
Una delle porte d'ingresso del maristan di Salé.
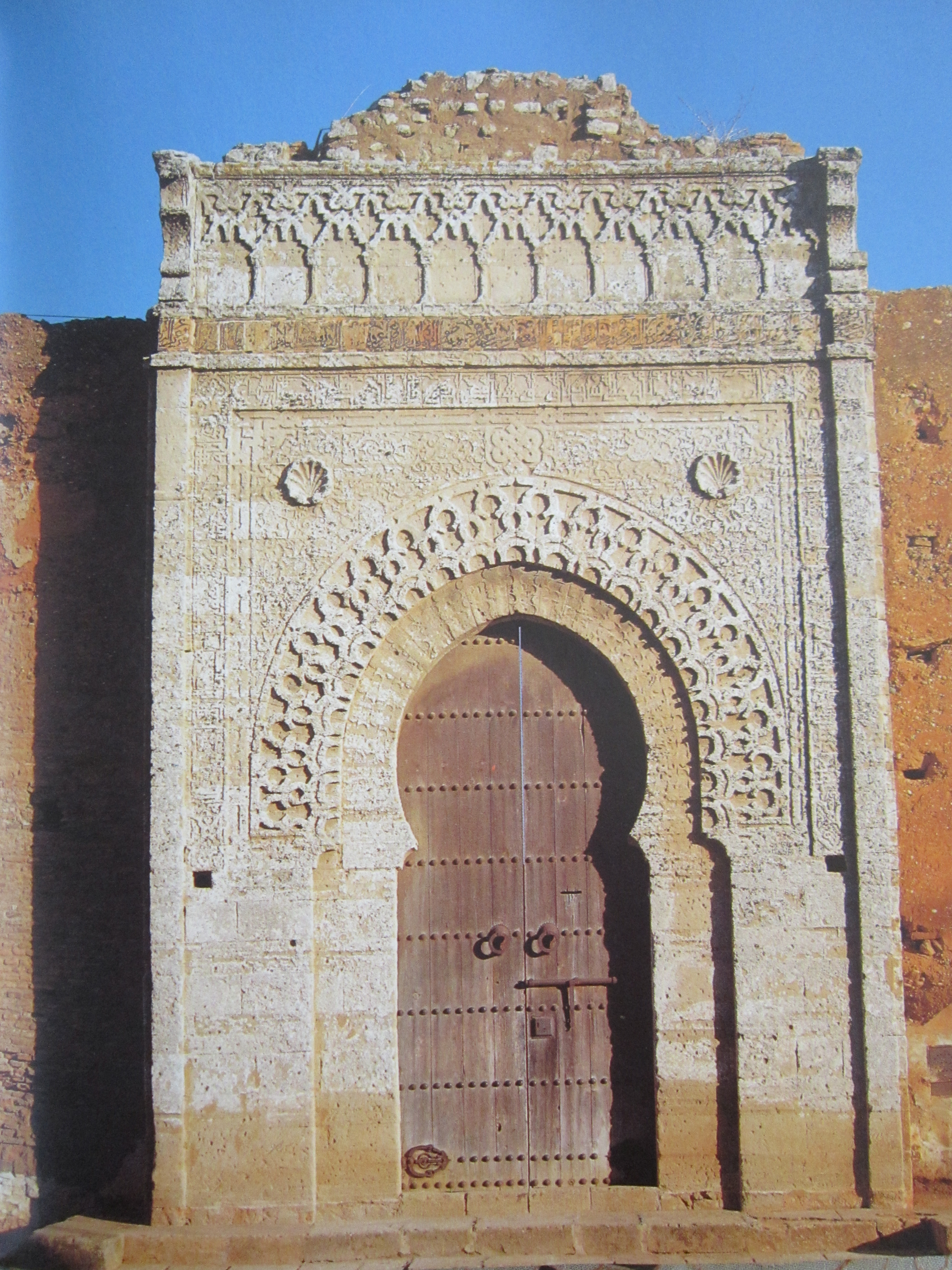
I resti della Zāwiya al-Nussāk di Salé.